# Mistrzostwa Świata we Wspinaczce Sportowej 2014
Mistrzostwa Świata we Wspinaczce Sportowej 2014 – 13. edycja mistrzostw świata we wspinaczce sportowej, która odbyła się w 2014. Zawody w boulderingu przeprowadzono w Niemczech w Monachium (w terminie 21–23 sierpnia), a konkurencje: prowadzenie i wspinaczkę na czas w dniach 8 – 14 września w hiszpańskim Gijón. Polskie wspinaczki; Klaudia Buczek zdobyła srebrny, a Aleksandra Mirosław brązowy medal mistrzostw świata we wspinaczce sportowej (w konkurencji na czas).

## Harmonogram
Legenda
| E | Eliminacje |  | Finał (ilość) |

| Niemcy, Monachium (B) | Niemcy, Monachium (B) | Niemcy, Monachium (B) | Niemcy, Monachium (B) | Niemcy, Monachium (B) | Niemcy, Monachium (B) | Niemcy, Monachium (B) | Niemcy, Monachium (B) |
| Sierpień 2014         | 19                    | 20                    | 21                    | 22                    | 23                    | 24                    | 25                    |
| --------------------- | --------------------- | --------------------- | --------------------- | --------------------- | --------------------- | --------------------- | --------------------- |
| Wspinaczka sportowa   |                       |                       | E                     | E                     | 2                     |                       |                       |

| Hiszpania, Gijón (P + S + Ł) | Hiszpania, Gijón (P + S + Ł) | Hiszpania, Gijón (P + S + Ł) | Hiszpania, Gijón (P + S + Ł) | Hiszpania, Gijón (P + S + Ł) | Hiszpania, Gijón (P + S + Ł) | Hiszpania, Gijón (P + S + Ł) | Hiszpania, Gijón (P + S + Ł) |
| Wrzesień 2014                | 8                            | 9                            | 10                           | 11                           | 12                           | 13                           | 14                           |
| ---------------------------- | ---------------------------- | ---------------------------- | ---------------------------- | ---------------------------- | ---------------------------- | ---------------------------- | ---------------------------- |
| Wspinaczka sportowa          | E                            | E                            | E                            | E                            | 2                            | E                            | 4                            |

## Uczestnicy
Zawodnicy i zawodniczki podczas zawodów wspinaczkowych rywalizowali w 8 konkurencjach. Łącznie w mistrzostwach świata uczestniczyło 509 wspinaczy z 52 państw. Zawodnicy, którzy nie uczestniczyli w zawodach boulderingowych w Monachium (21-23.08) nie zostali dopuszczeni do zawodów w Gijón (8-14.09) we wspinaczce łącznej.
Ukrainiec Danyjił Bołdyrew zdobywając podczas zawodów złoty medal mistrzostw świata w konkurencji na czas (startował w duelu ze Stanisławem Kokorinem) ustanowił nowy rekord świata, pokonując standardową drogę na ścianie o wysokości 15 m w czasie 5,600 s.

### Reprezentacja Polski
- Kobiety; Klaudia Buczek (zajęła indywidualnie 2 miejsce), Aleksandra Mirosław (3 m.), Edyta Ropek (4 m.), Patrycja Chudziak (11 m.), Monika Prokopiuk (19 m.) oraz Anna Brożek, która zajęła 25 miejsce. Polki startowały tylko we wspinaczce na czas.
- Mężczyźni; Marcin Dzieński (5 m. - we wspinaczce na czas), Andrzej Mecherzyński (49 m. - w boulderingu).

## Konkurencje
Mężczyźni
- konkurencję boulderingu przeprowadzono w Monachium, a konkurencje: prowadzenie, na czas i wspinaczkę łączną rozegrano w Gijón

Kobiety
- bouldering - Monachium, a konkurencje: prowadzenie, na czas i wspinaczkę łączną w Gijón

## Medaliści
| Konkurencja                          | Złoto                        | Srebro                               | Brąz                         |
| ------------------------------------ | ---------------------------- | ------------------------------------ | ---------------------------- |
| Mężczyźni                            |                              |                                      |                              |
| bouldering (Monachium 23.08)         | Czechy · Adam Ondra          | Słowenia · Jernej Kruder             | Niemcy · Jan Hojer           |
| prowadzenie (Gijón 14.09)            | Czechy · Adam Ondra          | Hiszpania · Ramón Julián Puigblanqué | Japonia · Sachi Amma         |
| wsp. na czas (Gijón 12.09) szczegóły | Ukraina · Danyjił Bołdyrew   | Rosja · Stanisław Kokorin            | Iran · Reza Alipour          |
| wspinaczka łączna (Gijón 14.09)      | Kanada · Sean McColl         | Niemcy · Jan Hojer                   | Francja · Alban Levier       |
| Kobiety                              |                              |                                      |                              |
| bouldering (Monachium 23.08)         | Niemcy · Juliane Wurm        | Stany Zjednoczone · Alex Puccio      | Japonia · Akiyo Noguchi      |
| prowadzenie (Gijón 14.09)            | Korea Południowa · Kim Ja-in | Słowenia · Mina Markovič             | Austria · Magdalena Röck     |
| wsp. na czas (Gijón 12.09) szczegóły | Rosja · Alina Gajdamakina    | Polska · Klaudia Buczek              | Polska · Aleksandra Mirosław |
| wspinaczka łączna (Gijón 14.09)      | Francja · Charlotte Durif    | Szwajcaria · Petra Klingler          | Słowenia · Mina Markovič     |

## Klasyfikacja medalowa
* Organizator zawodów został zaznaczony tym kolorem,  Polskę  oznaczono tekstem pogrubionym.
|                    |                    |                    |                    |   |   |   |    |   |   |   |   |   |   |
| 1                  | Czechy             | 2                  | 0                  | 0 | 2 | 2 | 0  | 0 | 0 | 0 | 0 |   |   |
| 2                  | Niemcy             | 1                  | 1                  | 1 | 3 | 0 | 1  | 1 | 1 | 0 | 0 |   |   |
| 3                  | Rosja              | 1                  | 1                  | 0 | 2 | 0 | 1  | 0 | 1 | 0 | 0 |   |   |
| 4                  | Francja            | 1                  | 0                  | 1 | 2 | 0 | 0  | 1 | 1 | 0 | 0 |   |   |
| 5                  | Kanada             | 1                  | 0                  | 0 | 1 | 1 | 0  | 0 | 0 | 0 | 0 |   |   |
| 5                  | Korea Południowa   | 1                  | 0                  | 0 | 1 | 0 | 0  | 0 | 1 | 0 | 0 |   |   |
| 5                  | Ukraina            | 1                  | 0                  | 0 | 1 | 1 | 0  | 0 | 0 | 0 | 0 |   |   |
| 8                  | ' Słowenia         | 0                  | 2                  | 1 | 3 | 0 | 1  | 0 | 0 | 1 | 1 |   |   |
| 9                  | Polska             | 0                  | 1                  | 1 | 2 | 0 | 0  | 0 | 0 | 1 | 1 |   |   |
| 10                 | Hiszpania          | 0                  | 1                  | 0 | 1 | 0 | 1  | 0 | 0 | 0 | 0 |   |   |
| 10                 | Stany Zjednoczone  | 0                  | 1                  | 0 | 1 | 0 | 0  | 0 | 0 | 1 | 0 |   |   |
| 10                 | Szwajcaria         | 0                  | 1                  | 0 | 1 | 0 | 0  | 0 | 0 | 1 | 0 |   |   |
| 13                 | Japonia            | 0                  | 0                  | 2 | 2 | 0 | 0  | 1 | 0 | 0 | 1 |   |   |
| 14                 | Austria            | 0                  | 0                  | 1 | 1 | 0 | 0  | 0 | 0 | 0 | 1 |   |   |
| 14                 | Iran               | 0                  | 0                  | 1 | 1 | 0 | 0  | 1 | 0 | 0 | 0 |   |   |
| Ogółem (15 państw) | Ogółem (15 państw) | Ogółem (15 państw) | Ogółem (15 państw) | 8 | 8 | 8 | 24 | 4 | 4 | 4 | 4 | 4 | 4 |

Źródło: